# Super League (Sri Lanka)
La Sri Lanka Super League, nota fino al 2019 come Sri Lanka Champions League e fino al 2017 come Sri Lanka Premier League, è la massima competizione calcistica dello Sri Lanka, istituita nel 1985.

## Squadre
Stagione 2021-2022.
- Blue Eagles (Colombo)
- Blue Star (Kalutara)
- Colombo (Colombo)
- Defenders (Homagama)
- Navy Sea Hawks (Welisara)
- New Young (Wennappuwa)
- Ratnam (Kotahena)
- Red Star (Aluthgama)
- Renown (Colombo)
- Up Country Lions (Nawalapitiya)

## Albo d'oro
- 1985:  Saunders
- 1986:  Saunders
- 1987:  Saunders
- 1988:  Old Benedictans
- 1989:  Saunders
- 1990:  Renown
- 1991:  Saunders
- 1992:  Saunders
- 1993:  Renown
- 1994:  Renown
- 1995:  Pettah United
- 1996:  Saunders
- 1997:  Saunders
- 1997-1998:  Ratnam
- 1998-1999:  Saunders
- 1999-2000:  Ratnam
- 2000-2001:  Saunders
- 2001-2002:  Saunders
- 2002-2003:  Negombo Youth
- 2003-2004:  Blue Star
- 2004-2005:  Saunders
- 2005-2006:  Negombo Youth
- 2006-2007:  Ratnam
- 2007-2008:  Ratnam
- 2008:  Army
- 2009:  Renown
- 2010-2011:  Don Bosco
- 2011-2012:  Ratnam
- 2013:  Air Force
- 2014-2015:  Solid
- 2015:  Renown
- 2016-2017:  Colombo
- 2017-2018:  Colombo
- 2018-2019:  Defenders[1]
- 2019-2020: non disputato
- 2020-2021: non disputato
- 2021-2022:  Blue Star
- 2022-2023:  Matara City
- 2025:  Renown

## Vittorie per squadra
| Club            | Vittorie | Stagioni                                                               |
| --------------- | -------- | ---------------------------------------------------------------------- |
| Saunders        | 12       | 1985, 1986, 1987, 1989, 1991, 1992, 1996, 1997, 1999, 2001, 2002, 2005 |
| Ratnam          | 5        | 1998, 2000, 2007, 2008, 2012                                           |
| Renown          | 6        | 1990, 1993, 1994, 2010, 2015, 2025                                     |
| Colombo         | 3        | 2016, 2017, 2018                                                       |
| Blue Star       | 2        | 2004, 2022                                                             |
| Defenders       | 2        | 2009, 2019                                                             |
| Negombo Youth   | 2        | 2003, 2006                                                             |
| Air Force       | 1        | 2014                                                                   |
| Don Bosco       | 1        | 2011                                                                   |
| Old Benedictans | 1        | 1988                                                                   |
| Pettah United   | 1        | 1995                                                                   |
| Solid           | 1        | 2015                                                                   |
| Matara City     | 1        | 2022-2023                                                              |

## Capocannonieri
| Anno      | Capocannoniere   | Squadra      | Reti |
| 2003-2004 | M.A.M. Farzeen   | Blue Star SC | 19   |
| 2006-2007 | Kasun Jayasuriya | Ratnam SC    | 24   |
| 2007-2008 | Kasun Jayasuriya | Ratnam SC    | 12   |
| 2008-2009 | Kasun Jayasuriya | Renown SC    | 13   |
| 2009-2010 | Mohamed Fazal    | Renown SC    | 14   |
| 2014-2015 | Mohamed Izzadeen | Army         | 26   |
| 2015      | M.C.M. Rifnaz    | Renown SC    | 9    |
| 2016-2017 | Job Micheal      | Renown SC    | 11   |
| 2017-2018 | Job Micheal      | Renown SC    | 19   |